# Asthenia spinicauda
Asthenia spinicauda är en fjärilsart som beskrevs av Jordan 1924. Asthenia spinicauda ingår i släktet Asthenia och familjen påfågelsspinnare. Inga underarter finns listade i Catalogue of Life.